# Међународни дан подизања свести о епилепсији
Међународни дан подизања свести о епилепсији или још назван Љубичасти дан се обележава сваког 26. марта, почев од 2008. године и представља међународни подухват посвећен повећању свести о епилепсији широм света. 

## О Међународном дану подизања свести о епилепсији
Међународни дан подизања свести о епилепсији или Љубичасти дан се обележава од 2008. године. Идеју је покренула деветогодишња Канађанка Касиди Меган (Cassidy Megan) мотивисана личним суочавањем са епилепсијом. Циљ младе Канађанке је био да на тај начин покрене људе да говоре о епилепсији, како би се распршили митови о овом стању и да би сви који живе са епилепсијом примили порку да нису сами.
Фондације Anita Kaufman и Epi-Asocijacije из Нове Шкотске су подржале идеју Касиди Меган. Након тога су многобројне организације, школе, компаније, политичке струје и познате личности подржавале иницијатву за обележаваје Љубичастог дана.
За обележавање дана подизања свести о епилепсији изабрана је љубичаста боја лаванде, која је интернационална боја епилепсије. Љубичаста боја је и исто тако повезана са осећањем усамљености, које се учестало јавља као последица друштвене стигматизације и изолације особа са епилепсијом.
У обележавањеу Љубичастог дана 2021. године учествовало је више од 85 земаља на свим континентима. Канада је једина земља на свету која званично признаје 26. март као Љубичасти дан кроз Закон о љубичастим данима који је примењен 28. јуна 2012. године.

## Активности
26. марта, сваке године, из свих крајева света људи носе љубичасто у знак подршке и солидарности са особама које имају епилепсију. Организују се спортски и културно-уметнички догађаји и окупљања на којима се шире основна знања о епилепсији. Акција обележавања дана подизања свести о епилепсији је подржана на свим континентима, укључујући и Антарктик.